# Чинизело Балсамо
Чинизѐло Ба̀лсамо (на италиански: Cinisello Balsamo, на местния диалект Cinisèll-Bàlsum, Чинизел Балсум) е град и община в северозападна Италия, провинция Милано, регион Ломбардия. Разположен е на 158 m надморска височина. Населението му е 74 326 души (към 31 март 2011 г.). Общината се състои от два по-малки града, Чинизело и Балсамо, които се обединяват през 1928 г.